# Dewey Tomko
Duane "Dewey" Tomko (ur. 31 grudnia 1946) jest amerykańskim nauczycielem w przedszkolu oraz zawodowym pokerzystą, zdobywcą trzech bransoletek WSOP.
Znany jest też tego, że dwukrotnie zakończył grę w turnieju głównym na drugim miejscu, w 1982 (przegrał z Jackiem Strausem) oraz w 2001 (przegrał z Carlosem Mortensenem).
Tomko zaczął grać w wieku 16 lat w Pittsburghu. W dzień pracował jako nauczyciel w przedszkolu, a nocami grał w pokera. Później zdał sobie jednak sprawę, że przynosi mu to większe dochody i zaczął grać zawodowo, poświęcając temu swój cały czas.
Oprócz bransoletek World Series of Poker Tomko grał na dwóch stołach finałowych w World Poker Tour (WPT). W 2003 roku zajął drugie miejsce w Five Diamond World Poker Classic ($552.853) oraz czwarte w Costa Rica Classic ($14.650).
Grał w każdym turnieju głównym WSOP począwszy od 1974, co jest rekordem wśród grających graczy.
Jest żonaty i ma trójkę dzieci. Jego syn, Derek zachęca go do powrotu do turniejów pokerowych (Tomko twierdzi, że jego syn jest lepszym graczem niż on gdy był w jego wieku).
Jego wygrane w turniejach wynoszą $4.960.806, z czego $2.691.853 w turniejach WSOP.   
W 2008 został włączony do Poker Hall of Fame. 

## BransoletkiWorld Series of Poker
| Rok  | Turniej                     | Wygrana (USD) |
| ---- | --------------------------- | ------------- |
| 1979 | $1.000 No Limit Hold'em     | $48.000       |
| 1984 | $5.000 Pot Limit Omaha      | $135.000      |
| 1984 | $10.000 Deuce to Seven Draw | $105.000      |